# Serpur
Serpur là một thị trấn thống kê (census town) của quận Murshidabad thuộc bang Tây Bengal, Ấn Độ.

## Địa lý
Serpur có vị trí 22°19′B 88°19′Đ / 22,32°B 88,31°Đ Nó có độ cao trung bình là 3 mét (9 feet).

## Nhân khẩu
Theo điều tra dân số năm 2001 của Ấn Độ, Serpur có dân số 7228 người. Phái nam chiếm 50% tổng số dân và phái nữ chiếm 50%. Serpur có tỷ lệ 39% biết đọc biết viết, thấp hơn tỷ lệ trung bình toàn quốc là 59,5%: tỷ lệ cho phái nam là 47%, và tỷ lệ cho phái nữ là 30%. Tại Serpur, 21% dân số nhỏ hơn 6 tuổi.